# Linepithema riograndense
Linepithema riograndense är en myrart som först beskrevs av Borgmeier 1928.  Linepithema riograndense ingår i släktet Linepithema och familjen myror. Inga underarter finns listade i Catalogue of Life.